# Grochowiska (województwo dolnośląskie)
Grochowiska – wieś w Polsce położona w województwie dolnośląskim, w powiecie ząbkowickim, w gminie Ząbkowice Śląskie.

## Podział administracyjny
W latach 1975–1998 miejscowość administracyjnie należała do województwa wałbrzyskiego.

## Demografia
Według Narodowego Spisu Powszechnego (III 2011 r.) liczyły 92 mieszkańców. Są najmniejszą miejscowością gminy Ząbkowice Śląskie.